# Williams FW26
Williams FW26 je Williamsov dirkalnik Formule 1, ki je bil v uporabi v sezoni 2004, ko so z njim dirkali Ralf Schumacher, Juan Pablo Montoya, Marc Gené in Antônio Pizzonia. Ko je že kazalo, da bo sezona minila brez zmage za Williams, jo je Montoya dosegel na zadnji dirki sezona za Veliko nagrado Brazilije. Ob tem so dirkači dosegli še en najboljši štartni položaj, dva najhitrejša kroga in tri uvrstitve na stopničke. Na koncu sezone je Williams zasedel šele četrto mesto v konstruktorskem prvenstvu z 88-imi točkami.

## Popolni rezultati Formule 1
(legenda) (Odebeljene dirke pomenijo najboljši štartni položaj)
| Leto | Motor   | Gume | Dirkači    | 1   | 2   | 3   | 4   | 5   | 6   | 7   | 8   | 9   | 10  | 11  | 12  | 13  | 14  | 15  | 16  | 17  | 18  | Toč | Prv |
| ---- | ------- | ---- | ---------- | --- | --- | --- | --- | --- | --- | --- | --- | --- | --- | --- | --- | --- | --- | --- | --- | --- | --- | --- | --- |
| 2004 | BMW V10 | M    |            | AVS | MAL | BAH | SMR | ŠPA | MON | EU  | KAN | ZDA | FRA | VB  | NEM | MAD | BEL | ITA | KIT | JAP | BRA | 88  | 4.  |
| 2004 | BMW V10 | M    | Montoya    | 5   | 2   | 13  | 3   | Ret | 4   | 8   | DSQ | DSQ | 8   | 5   | 5   | 4   | Ret | 5   | 5   | 7   | 1   | 88  | 4.  |
| 2004 | BMW V10 | M    | Schumacher | 4   | Ret | 7   | 7   | 6   | 10  | Ret | DSQ | Ret | Inj | Inj | Inj | Inj | Inj | Inj | Ret | 2   | 5   | 88  | 4.  |
| 2004 | BMW V10 | M    | Gené       |     |     |     |     |     |     |     |     |     | 10  | 12  |     |     |     |     |     |     |     | 88  | 4.  |
| 2004 | BMW V10 | M    | Pizzonia   |     |     |     |     |     |     |     |     |     |     |     | 7   | 7   | Ret | 7   |     |     |     | 88  | 4.  |